# Marc Turtletaub
Marc Turtletaub, né le 30 janvier 1946 à Perth Amboy (New Jersey), est un producteur de cinéma américain.

## Filmographie

### Au cinéma

#### Acteur
- 2004 : Une affaire de cœur : Juge Withers
- 2006 : Little Miss Sunshine : Docteur #1

#### Réalisateur
- 2009 : Looking at Animals
- 2013 : Gods Behaving Badly
- 2015 : The Breatharians
- 2018 : Puzzle
- 2023 : Jules

#### Producteur
- 2004 : Une affaire de cœur
- 2005 : Duane Hopwood
- 2005 : The Honeymooners
- 2005 : Tout est illuminé
- 2006 : Little Miss Sunshine
- 2006 : Sherrybaby
- 2007 : Chop Shop
- 2008 : Is Anybody There?
- 2008 : Sunshine Cleaning
- 2009 : Away We Go
- 2009 : Looking at Animals
- 2010 : Lucky
- 2010 : Rendez-vous l'été prochain
- 2011 : Our Idiot Brother
- 2012 : Safety Not Guaranteed
- 2013 : Gods Behaving Badly
- 2015 : About Ray (Three Generations)
- 2015 : Back Home
- 2015 : Me Him Her
- 2015 : The Breatharians
- 2016 : Loving
- 2016 : Seed: The Untold Story
- 2018 : Croc-Blanc
- 2018 : Sorry for Your Loss
- 2018 : Vida
- 2019 : You Are My Friend
- 2019 : L'Extraordinaire Mr. Rogers (A Beautiful Day in the Neighborhood) de Marielle Heller
- Date inconnue : Intelligent Life

#### Scénariste
- 2009 : Looking at Animals
- 2013 : Gods Behaving Badly
- 2015 : The Breatharians